# روبيرتو جورتي
روبيرتو جورتي (بالإيطالية: Roberto Goretti)‏ (28 مايو 1976 ببيروجيا في إيطاليا - ) هو لاعب كرة قدم إيطالي في مركز الوسط. شارك مع منتخب إيطاليا تحت 21 سنة لكرة القدم ومنتخب إيطاليا تحت 23 سنة لكرة القدم. أما مع النوادي، فقد لعب مع نادي أنكونا ونادي باري ونادي بولونيا ونادي بيروجيا ونادي ريجيانا 1919 ونادي فوجيا ونادي كومو ونادي نابولي ونادي أريتسو.